# Pınarbaşı, Derebucak
Pınarbaşı là một thị trấn thuộc huyện Derebucak, tỉnh Konya, Thổ Nhĩ Kỳ. Dân số thời điểm năm 2011 là 737 người.